# الحرب البورمية السيامية (1802-1805)

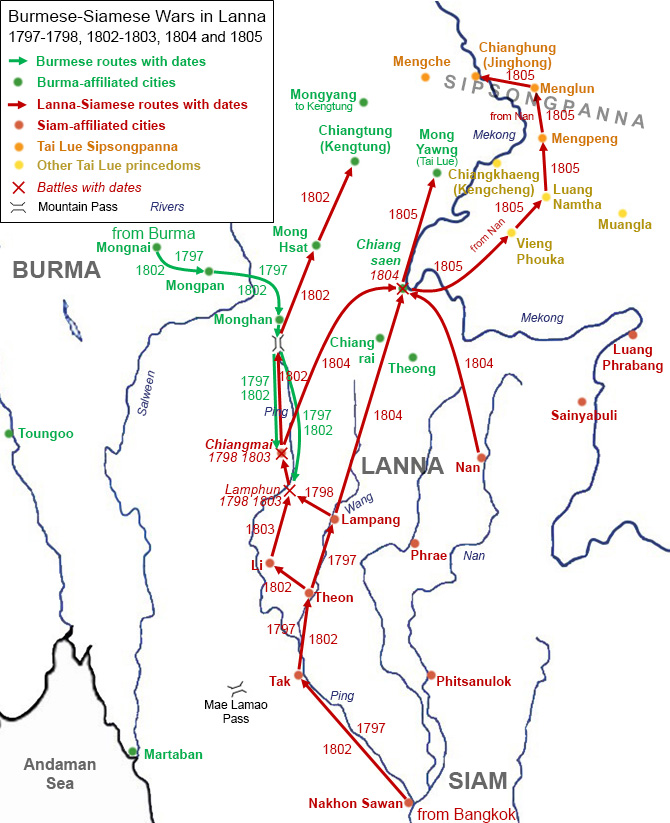
حروب بورما وسيام في لانا (1797–1798، 1802–1803، 1804، و1805) بما في ذلك توسّع لانا في الإمارات التايوية في أقصى الشمال

كانت الحرب البورمية السيامية (1802-1805) صراعًا عسكريًا بين مملكة بورما في عهد سلالة كونباونغ ومملكة سيام تحت حكم سلالة تشاكري على دول ولاية لانا (شمال تايلاند الحديثة). وهي تتألف من جزأين: الغزو البورمي لتشيانغ مي في عام 1802 والغزو السيامي لتشيانغ سين في عام 1804. حاول الملك البورمي بوداوبايا استعادة السيطرة المفقودة في لانا شرق نهر سالوين. تصدت مدينة لانا بنجاح، بقيادة الأمير كاويلا أمير تشيانغ مي بدعم سيامي، للغزو البورمي. ثم أرسل السياميون تحت قيادة الملك راما الأول قوات، على سبيل الانتقام، لمهاجمة تشيانغ سين البورمية في عام 1805. استسلمت بلدة تشيانغ سين وخضعت للحكم السيامي. أدت الحروب إلى التخلص التام من النفوذ البورمي على لانا بشكل دائم.

## الخلفية
بعد استيلاء الملك بينانغ من سلالة تاونغو البورمية على تشيانغ مي عام 1558، أصبحت مملكة لانا بأكملها (شمال تايلاند الحديثة) تحت الحكم البورمي لمدة 200 عام تقريبًا. في عام 1774، تعارض زعماء تاي يوان الأصليين بايا تشابان وبايا كاويلا مع ثادو ميندين الحاكم البورمي لتشيانغ مي وقررا الانضمام إلى سيام، ما أدى إلى الاستيلاء السيامي الناجح على تشيانغ مي بواسطة تشاو فيرا شاكري (الملك راما الأول). معظم دول ولاية لانا بما في ذلك تشيانغ مي، ولامبانج، ونان خضعت للحكم السيامي. بقيت مدن شمال تشيانغ سين، وتشيانغ راي، تحت الحكم البورمي. عين الملك تاكسين من ثونبوري بايا تشابان باعتباره فرايا (منصب رفيع المستوى) ويتشنبراكارن حاكم تشيانغ مي، وبايا كاويلا حاكمًا للامبانج. انتقل ثادو ميندين، الحاكم البورمي السابق لتشيانغ مي، ليصبح حاكم تشيانغ سين، الذي كان بمثابة مركز المصالح البورمية في أراضي لانا. أرسل الملك سينغو مين القوات البورمية لغزو تشيانغ مي في عام 1776. قرر فرايا ويتشنبراكارن، بقوى بشرية أقل، التخلي عن المدينة في مواجهة الغزو البورمي، وتراجع مع جميع سكان المدينة ولجأوا إلى الجنوب في ساوانكالوك. لم تعد تشيانغ مي موجودة كمدينة. أصبحت بلدة لامبانج، التي يحكمها الأمير كاويلا، خط الدفاع الأول ضد التوغلات البورمية.
أصبحت تشيانغ سين قاعدة للعمليات البورمية لاستعادة السيادة المفقودة في لانا. خلال حرب الجيوش التسعة في عام 1785، قاد ثادو ميندين حاكم تشيانغ سين والأمير ثادو تيري ماها أوزانا جيشًا ضخمًا قوامه 30 ألف رجل لفرض حصار على لامبانج. سيطر الأمير كاويلا على المدينة لمدة أربعة أشهر حتى وصول قوات الإغاثة السيامية من الجنوب وطردت البورميين في عام 1786. غزا ثادو ميندين مدينة لامبانج مرة أخرى في عام 1787. قاد الأمير ماها سورا سينغانات، الأخ الأصغر للملك راما الأول، شخصيًا الجيش السيامي لمساعدة الأمير كاويلا على صد البورميين بنجاح. قُبض على ثادو ميندين (بو مايو وون في المصادر التايلاندية) وأُرسل إلى بانكوك. أعاد الملك راما الأول مدينة تشيانغ مي لتكون القلعة الأمامية ضد الغزو البورمي وجعل الأمير كاويلا حاكم تشيانغ مي في عام 1787. عاد ثادو ميندين لاحقًا لاستئناف حكم تشيانغ سين.